# Gummi in Byzacena
Gummi in Byzacena (łac. Diocesis Gummitanus in Byzacena) – stolica historycznej diecezji w Cesarstwie rzymskim w prowincji Byzacena, współcześnie w Tunezji. Obecnie katolickie biskupstwo tytularne.

## Biskupi tytularni
| Lp. | Biskup                   | Funkcja                                          | Od               | Do                |
| --- | ------------------------ | ------------------------------------------------ | ---------------- | ----------------- |
| 1   | Edmond Wolff             | emerytowany biskup Diégo-Suarez (Madagaskar)     | 13 kwietnia 1967 | 24 maja 1971      |
| 2   | Newton Holanda Gurgel    | biskup pomocniczy Crato (Brazylia)               | 10 kwietnia 1979 | 24 listopada 1993 |
| 3   | José Clemente Weber      | biskup pomocniczy Porto Alegre (Brazylia)        | 23 marca 1994    | 15 czerwca 2004   |
| 4   | Josafá Menezes da Silva  | biskup pomocniczy São Salvador (Brazylia)        | 12 stycznia 2005 | 15 grudnia 2010   |
| 5   | Dagoberto Sosa Arriaga   | biskup pomocniczy Puebla de los Angeles (Meksyk) | 24 lutego 2011   | 23 lutego 2013    |
| 6   | Alphonse Nguyễn Hữu Long | biskup pomocniczy Hưng Hóa (Wietnam)             | 15 czerwca 2013  | 22 grudnia 2018   |
| 7   | Alexandre Yikyi Bazié    | biskup pomocniczy Koudougou (Burkina Faso)       | 25 marca 2019    |                   |